# John Gernandt
John Charles Elis Gernandt, född 13 maj 1869 i Malmö, död 26 mars 1940 i Södertälje, var en svensk industriman.
John Gernandt var son till fabrikören Herman Julius Gernandt och bror till Jane Gernandt-Claine. Efter mogenhetsexamen 1887 inträdde han i faderns tjär-, färg- och fernissfabrik i Malmö och var chef för densamma 1890–1892. 1892 grundade han en tjär-, färg- och fernissfabrik i Helsingfors och flyttade 1895 fabriken till Sankt Petersburg, där firman växte till ett av de större företagen i branschen. Efter oktoberrevolutionen, då Gernandt förlorade sina ryska investeringar, återvände han till Sverige, varefter han 1927–1936 drev en tjär-, färg- och fernissfabrik i Riga. Sina sista år tillbringade han i Södertälje.